# La Vallée des mensonges
Pour plus de détails, voir Fiche technique et Distribution.
La Vallée des mensonges est un téléfilm français réalisé par Stanislas Graziani, diffusé en 2014 à  la télévision.

## Synopsis
Laura est une brillante chef cuisinière à Paris. Elle décide de retourner dans son village natal dans le Vaucluse, pour tenir des chambres d'hôtes dans sa maison familiale. Peu après son arrivée, des meurtres sont perpétrés...

## Fiche technique
- Réalisation : Stanislas Graziani
- Scénario : Daniel Tonachella
- Dialogues : Daniel Tonachella - Stanislas Graziani
- Musique : Vincent Guyard
- Photographie : Thomas Collignon
- Montage : Sylvie Laugier
- Décors : Denis Bourgier
- Costumes : Sylvie de Segonzac
- Société de production : Pampa Production
- Pays de production :  France
- Genre : drame, policier, thriller
- Durée : 85 minutes
- Date de diffusion : 24 juin 2014

## Distribution
- Julie de Bona : Laura Fanton
- Xavier Lemaître : Jean Bourdier, l'instituteur
- Andréa Ferréol : Mercedes, l'épicière du village
- Stéphane Rideau : Marcel, le fils de Mercedes
- Hubert Koundé : Le gendarme
- Augustin Legrand : Vincent, le garde-forestier
- Jérémy Lorca : Renaud
- Andréa Furet : Benjamin, fils adoptif de Mercedes
- Christiane Conil : Jeanine, l'infirmière